# Thom Mayne
Thom Mayne (Waterbury, Connecticut, 1944. január 19. –) kaliforniai építész. Mayne és stúdiója, a Morphosis, az 1990-es években vált ismertté. 2005-ben a Pritzker-díj díjazottja lett.